# ジョーイ・ステファノ
ジョーイ・ステファノ（英: Joey Stefano 、本名＝ニコラス・アンソニー・イアコナ・ジュニア、1968年1月1日 – 1994年11月21日）は、アメリカのゲイポルノ俳優。

## キャリア
ステファノは、ペンシルベニア州チェスターで育った。彼の父、ニコラス・シニアは組合の画家をしており、ステファノが15歳のときに結腸癌で亡くなった。父親の死後、ステファノは薬物を使い始め、最終的には6か月間リハビリ施設に送られた。リハビリの後、彼はモデルになり、自身の作品集を作り上げようとした。1989年、ステファノはトニー・デイビスというゲイ・ポルノ俳優と出会い、デイビスはステファノがゲイ・ポルノ業界に参入する手伝いをした。
ステファノのキャリアはロサンゼルスへの旅の途中で チ・チ・ラルー に出会った事から始まった。ステファノのルックスは好評を博し、性的には従順だが、口頭で多くの事を欲求するという彼の「ハングリー・ボトム」な個性は彼が人気を得るのに一役買った。
ステファノのイメージと成功は マドンナの興味を惹きつけ、マドンナは1992年に発売した成人向け写真集『SEX』でステファノをモデルとして起用した。。ステファノが成功を収めている間、ステファノの家族は彼がゲイであるともアダルト業界で働いているとも全く思っていなかった。ステファノの姉によると、彼は家族には男性モデルをしているとしか伝えていなかった。彼女はその後ステファノの本当の仕事を知ったが、母親には伝えなかった。
ステファノはその生涯の中で、同性愛者として知られている著名なエンターテインメント業界の人物との関係を噂された。1990年5月に雑誌『エンターテインメント・ウィークリー』のジェス・ケーグルと、マンハッタン・ケーブル・テレビの『クローゼット・ケース・ショー』の司会リック・Xの3者の間で行われたディナーとインタビューの中で、ステファノはデヴィッド・ゲフィンとの一連のデートの噂について話し合った。ゲフィンはステファノに薬物を使わないよう嘆願していた人物でもあった 。ビデオ・テープによるインタビューがリックXの番組で放映された後、アウトウィーク・マガジンは エイズの募金活動の場においてゲフィンが同性愛者であることを明らかにしたとアウティングした 。
ステファノは1980年代後半から1990年代初頭にかけて、ゲイ男性用のバーレスクであるニューヨークのゲイエティ・シアターで有名なダンサーとして踊った。チャールズ・イシャーウッドによって書かれたステファノの伝記ではダンサーとしての彼に焦点をあてて描かれている。
5年間のキャリアの中で、ステファノは58本のゲイ向けアダルト作品とマドンナのミュージック・ビデオ2本に出演した。彼は成功したにもかかわらず、そこで得た収入を貯めようとはせず、収入は薬物とアルコールの乱用の再発に消えていった。噂に反して、彼は医療専門家によって公式にHIV陽性と診断されることはなかった。

## 死去
1994年11月26日、ステファノの遺体はハリウッドのモーテルの部屋で発見された。後にスピードボールの過剰摂取（彼の場合、コカイン、モルヒネ、ヘロイン、およびケタミンの混合物）によって運悪く死亡したことが検死官によって発表された、享年26歳。
ステファノはペンシルベニア州リンウッドのメアリー墓地で父親のニコラス・A.イアコナシニアの隣に埋葬されている。

## レガシー
ステファノの生涯は1996年のチャールズ・イシャーウッドの著書『ワンダーブレッドとエクスタシー：ジョーイ・ステファノの生と死』に記録されている。
彼の人生は、オーストラリアの劇作家バリー・ロウによる一人芝居の『オム・ファターレ：ファスト・ライフ・アンド・スロウ・デス・オブ・ジョーイ・ステファノ』の題材にもなった。
チャド・ダーネル監督は、ステファノの生涯を題材にした映画に取り組んできた。この映画は2010年から制作されており、暫定的にX-Ratedというタイトルが付けられている 。

## 受賞
- 1990 XRCO賞 - 新人賞[11]
- 1995 AVNアワード - ゲイ・ビデオ・パフォーマー・オブ・ザ・イヤー[12]
- AVN殿堂 (1997年)[13]